# Оробейко Яна Іванівна
Яна Іванівна Оробейко (біл. Яна Іванаўна Арабейка; нар. 17 травня 2000) — прихильниця «Асоціації білоруських студентів», студентка Білоруського державного педагогічного університету, політичний в'язень режиму Лукашенка. Звинувачена під час протесту в Білорусі у 2020 році. Онука Івана Оробейки.

## Біографія

### Політичне переслідування
Оробейко була заарештована в гуртожитку 12 листопада 2020 року у рамках справи студентів та викладачів ЗВО за ч. 1 ст. 342 Кримінального кодексу Білорусі (організація або участь у групових діях, що грубо порушують громадський порядок).
18 листопада 2020 року спільною заявою 15 білоруських правозахисних організацій, серед яких Правозахисний центр «Вясна», Білоруська асоціація журналістів, Білоруський Гельсінський комітет, Білоруський ПЕН-центр, була визнана політичною ув'язненою. 22 грудня 2020 року шефство над політичною ув'язненою взяла Аннетте Відманн-Мауц, депутатка Бундестагу. Відманн-Мауц сказала: «Такі відважні жінки, як Яна  Оробейко, виступають за найкраще майбутнє своєї країни. Її зразкове прагнення свободи і демократії  заслуговувало нашу солідарність і глибоку повагу».
20 січня 2021 року спільною заявою 14 українських правозахисних організацій, серед яких Асоціація українських моніторів дотримання прав людини в діяльності правоохоронних органів, Українська Гельсінська спілка з прав людини, Харківська правозахисна група, Восток-SOS, арешт Оробейка був визнаний незаконним та кваліфікований як насильницьке зникнення.
16 липня 2021 року суд Радянського району Мінська (суддя – Марина Федорова, вже включена «Чорний список ЄС» 17 грудня 2020 року за численні політично мотивовані вироки, прокурори: Анастасія Малика, Роман Чеботарів) засудив Оробейко, яка не визнала себе винною, до двох з половиною років ув'язнення. Як повідомив «Белсат», оголосити вирок через «відсутність місць» дозволили лише близьким родичам, а до будівлі суду притягнули три мікроавтобуси з патрулями ОМОН та міліції. У коридорі суду вишикувалася черга понад 50 осіб; також на оголошення вердикту приїхали посли Чехії, Швеції, США та Великої Британії, але і їх не пустили.
Оробейко вступила в шлюб у колонії.
Яна Оробейко вийшла на волю 30 листопада 2022 року.